# كامارتين (محطة مترو أنفاق مدريد)

كامارتين (بالإسبانية: Chamartín)‏ هي محطة مترو أنفاق في مدريد في إسبانيا، تقع على الخط رقم 10. 